# Cordillera (departamento)
Cordillera é um departamento do Paraguai. Sua capital é a cidade de Caacupé.

## Distritos
O departamento está dividido em 20 distritos:
- Altos
- Arroyos y Esteros
- Atyrá
- Caacupé
- Caraguatay
- Emboscada
- Eusebio Ayala
- Isla Pucú
- Itacurubí de la Cordillera
- Juan de Mena
- Loma Grande
- Mbocayaty del Yhaguy
- Nueva Colombia
- Piribebuy
- Primero de Marzo
- San Bernardino
- San José Obrero
- Santa Elena
- Tobatí
- Valenzuela